# Dyrektor Szkoły
Dyrektor Szkoły – branżowy miesięcznik skierowany do kierowniczej kadry oświatowej. Ukazuje się od 1994.

## Opis
W latach 1995–2002 wydawany był przez Municypium, później przez Polskie Wydawnictwa Profesjonalnie (obecnie pod nazwą Wolters Kluwer SA). Podejmuje tematy z zakresu zarządzania, prawa i finansów oraz polityki oświatowej.

### Redaktorzy naczelni
- Tadeusz Kowalski (1994–1995)
- Antoni Jeżowski (1995–2002)
- Irena Dzierzgowska (2002–2009)
- Anna Rękawek (2009–2012)
- Małgorzata Pomianowska (od 2013)